# ラクシュマナ

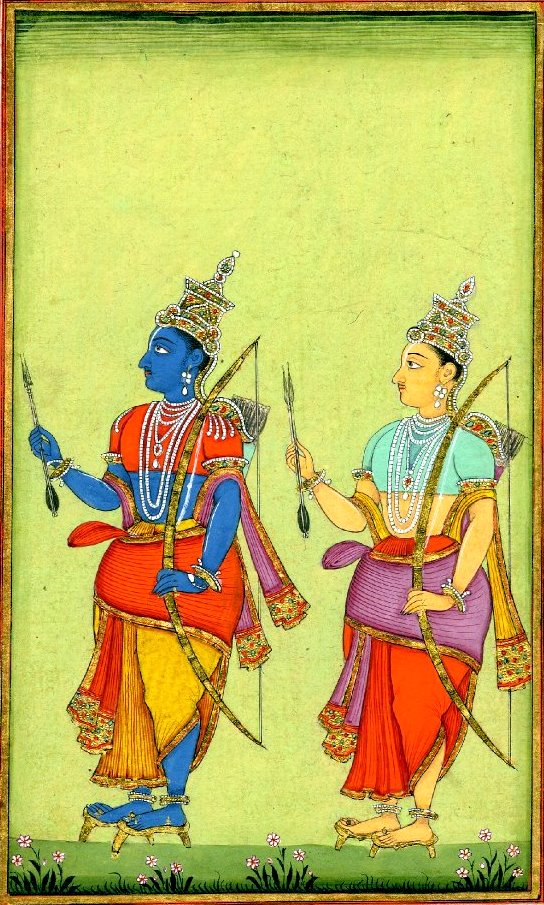
ラーマとラクシュマナ

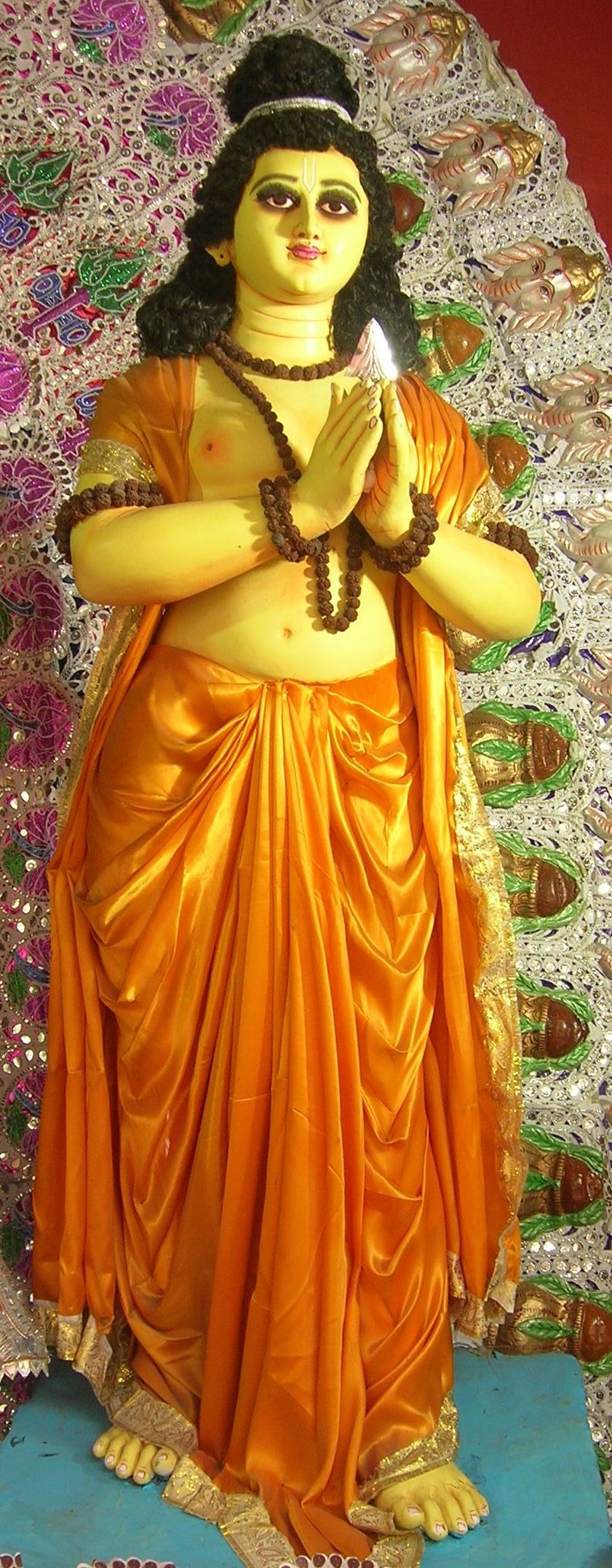
ラクシュマナ（コルカタ）

ラクシュマナ（Lakṣmaṇa）は、インド神話の叙事詩『ラーマーヤナ』に登場する架空の人物。主人公であるラーマの弟である。ラーマ同様、ラクシュマナもヴィシュヌの化身である。

## ラーマとの関係
ラーマとは母親違いの兄弟である。兄弟には、同じ母から生まれた双子の兄弟のシャトルグナのほか，母親違いの兄弟にラーマ、バラタがいる。この4人兄弟は全員がヴィシュヌの化身ということになっているが、ラクシュマナについてはシェーシャの化身であるとも描かれている。
ラーマに対して忠実であり、カイケーイーの策略でラーマがアヨーデヤを追放される際、自身は追放されるラーマとともにアヨーデヤを出て行かなければならない義務は何もなかったが、ラーマとシーターとともに追放され、アヨーデヤを出て行った。ラーマもラクシュマナに対し非常に愛情を持っており、王座に帰り着いた際はラクシュマナを太子の座についてくれるよう要請している。
ラーマには運命を受け入れたり、あまり戦闘を避けたがる傾向があるが、ラクシュマナはラーマに対する理不尽な出来事に対しては怒りの感情をあらわにする傾向がある。たとえば、カイケーイーの策略でラーマがアヨーデヤを追放されたときには、追放の命に不服を唱えず受け入れたラーマ―に対し、カイケーイーに怒りの感情をあらわにしていた。また、ラクシュマナはシーター奪還のための協力を約束したはずのヴァナラの王ヴァーリンがいっこうに約束を果たさなかったときにも、ラーマに代わってヴァーリンに対し抗議をしている。

## ラーマーヤナでの活躍

### ラーマ追放以前
ラクシュマナは、ラーマが女魔ダーラカやスバーフの退治する際，他の弟たちとは違い，ラーマにつき従っている。また、ラーマがシーターと結婚した際、シーターの妹にあたるウールミーラと結婚している。

### ラーマの追放
カイケーイの策略でラーマがアヨーデヤーから14年間追放され、バラタが王位に就くことになった際、これを受け入れる姿勢を見せたラーマに対し、ラクシュマナは怒りの感情をあらわにしている。そのうえで、ラクシュマナはラーマに対し、「心弱く力もないものは運命に従うべきであろうが、力に道ら英雄は運命を一顧もしないものだ」と言って必死で説得をしている。それでもラーマが追放を受け入れたため、ラクシュマナはラーマに嘆願し、ラーマ及びラーマの妻であるシーターとともに森に向かうことになった。

### ラーマ追放後
ラーマの追放後は、各地の森を転々としていた。ラーマもラクシュマナも弓の達人であり、狩猟をする場面が描かれているが、ラクシュマナについてはパンチャヴァティの森で、木材や木の葉を使って小屋を建てる等、かなり器用なところも見せている。
ラクシュマナは結果的にラーマを追放して王位についたバラタ自身に対しては悪い感情を持っていなかったようであり、ゴーダヴァリー河で沐浴をする際、「子は母親に似るとはいうけれど、冷酷なカイケーイーと、高徳なバラタはなんと違っていることだろうか」と、バラタをたたえてすらいている。ただ、これについてはラーマからカイケーイーを罵ることについてはたしなめられている。

### シュールパナカー退治
ラーマがシーター、ラクシュマナと庵で語り合っているとシュールパナカーという羅刹がラーマの美しさに情欲を抱き、ラーマに求婚した。このとき、ラーマはふざけて「自分は妻帯者である。二人妻は好ましくないから、結婚生活に焦がれているラクシュマナと結婚した方がいい」と言って断ると、ラクシュマナも「自分は下僕であるから結婚しない方がよい。美しいお前の為なら、ラーマも古女房を捨てるんじゃないか」と冗談を言って返している。このとき、冗談とは受け取らなかったシュールパナカーがシータを襲うと、ラクシュマナはシュールパナカーの鼻と耳を切り落としている。
このシュールパナカーは、ラーマがのちに激闘を繰り広げるラーヴァナの妹である。

### 羅刹との戦い
羅刹の王、ラーヴァナにラーマの妻であるシーターが誘拐されると、ラクシュマナはラーマとともにシーターの奪還のために尽力することになった。ラーマたちはヴァナラを味方につけ、ランカー島に攻め込んだが、この戦いでラクシュマナも数々の武勲を上げている。
特にラクシュマナの活躍で大きいものは、インドラジットを打ち取ったものである。このインドラジットは、かつてインドラをも打ち負かしたという戦歴の持ち主であり、姿を消す魔術と恐ろしい弓の使い手であった。事実、インドラジットが矢を放つと天地が覆い尽くされ、豪雨のように降り注ぐ矢によってラーマとラクシュマナは２度までもインドラジットに不覚を取り重傷をおっている。さらに、インドラジットはシーターの幻を造りだし、ハヌマーンの目の前でシーターの幻を殺してみせるというパフォーマンスを行った。これによってラーマの士気は低下し、報告を受けたラーマ自身も絶望に悶えヴィービシャナがインドラジットの幻術に違いないと進言しても、これが耳に入らない程度に茫然自失の状態に陥った。
ラクシュマナは悲しみにふけるラーマに対し、インドラジットの打倒を宣言し、ヴィービシャナの協力を得て、インドラジットとの戦いに向かった。このとき、インドラジットは魔法の儀式を終了させていない状態であり、万全の状態ではなかったものの、ラクシュマナと死闘を繰り広げた。このとき、ラクシュマナはインドラジットの毒蛇のような矢を受け、血みどろになりながらも、「汝の矢は軽く、ちくちくして肌に気持ちがいいわ。戦場でこんな弱い矢にあたったのは初めてだ」と豪胆さを示し、ついには神授の矢をもってインドラジットの首を刎ねて勝利した。

### シーター奪還後
14年の追放期間が終了し、王になったラーマはラクシュマナに対し、太子となってくれるよう要請したが、ラクシュマナはこれを固辞しているため、太子の座はバラタのものとなっている。